# Luis Godoy Gómez
Luis Godoy Gómez (Punta Arenas, 25 de marzo de 1928-ibíd., 5 de marzo de 2016) fue un profesor, filósofo, sociólogo y político chileno.

## Biografía
Hijo de don Juan Bautista Godoy Muñoz y doña María Pedroza Gómez Vera. Casado con María Magdalena González Morales.
Estudió en la Escuela Superior de Hombres N°1 y en el Liceo de Hombres de Punta Arenas. Luego pasó por el Liceo Federico Hansen de Santiago. Fue corrector de pruebas del diario "El Siglo" y luego ingresa a la Escuela Normal José Abelardo Núñez, egresando como profesor normalista. Posteriormente efectuó cursos de Filosofía, Pedagogía y Sociología en la Universidad de Chile.

## Actividades públicas
- Militante del Partido Comunista de Chile desde 1942.
- Director de la Escuela N° 33 de Arauco (1955).
- Encargado de propaganda comunista del comité regional Magallanes (1955-1961).
- Regidor de la Municipalidad de Punta Arenas (1961-1971).
- Presidente de la Unión de Profesores de Chile (1959-1960).
- Alcalde subrogante de Punta Arenas.[3]
- Miembro del Comité Central del Partido Comunista (1969).
- Director de la Escuela Superior de Hombres N° 15 de Punta Arenas (1973).
- Colaboró con artículos periodísticos en los diarios "El Magallanes" y "La Prensa Austral" de Punta Arenas; y "El Siglo" de Santiago.
- Senador por Chiloé, Aysén y Magallanes (1973-1981); figuró en la comisión permanente de Educación Pública y la de Hacienda.

El Golpe de estado del 11 de septiembre de 1973, puso término anticipado al período legislativo por medio del Decreto Ley N° 27, del 21 de septiembre de 1973, el cual disolvió el Congreso Nacional y se da inicio a una Dictadura, encabezada por el general Augusto Pinochet Ugarte (1973-1990).

- Detenido por la dictadura militar, llevado al Estadio Chile, donde fue torturado por el Ejército de Chile (1973-1974).
- Exiliado a Venezuela (1974), y de ahí pasó a Francia, donde publicó varias revistas comunistas con colaboradores chilenos.
- Se retira del Partido Comunista, trasladándose al Partido Democrático de Izquierda (PDI).[4] Militó en el Partido por la Democracia (PPD).
- Retornó a Chile en 1990, radicándose en Punta Arenas. En 1992 fue elegido concejal por la comuna, cargo que ocupó hasta el año 1996.

## Historial electoral

### Elecciones parlamentarias 1973
- Elecciones parlamentarias de 1973 para la 10ª Agrupación Provincial, Chiloé, Aysén y Magallanes.[5]

| Candidato                 | Pacto                          | Partido | Votos  | %     | Resultado |
| ------------------------- | ------------------------------ | ------- | ------ | ----- | --------- |
| Adonis Sepúlveda Acuña    | Unidad Popular                 | PS      | 20 440 | 23,22 | Senador   |
| Juan Hamilton Depassier   | Confederación de la Democracia | PDC     | 16 107 | 18,29 | Senador   |
| Alfredo Lorca Valencia    | Confederación de la Democracia | PDC     | 13 412 | 15,23 | Senador   |
| Fernando Ochagavía Valdés | Confederación de la Democracia | PN      | 11 411 | 12,96 | Senador   |
| Luis Godoy Gómez          | Unidad Popular                 | PC      | 10 977 | 12,47 | Senador   |
| Raúl Morales Adriasola    | Confederación de la Democracia | DR      | 8160   | 9,27  |           |
| Carlos Morales Abarzúa    | Unidad Popular                 | PR      | 7538   | 8,56  |           |

### Elecciones municipales de 1992
- Elecciones municipales de 1992 para la alcaldía de  Punta Arenas[6]

(Se consideran sólo los candidatos que resultaron elegidos para el Concejo Municipal)
| Candidato                           | Pacto                          | Partido | Votos  | %     | Resultado |
| ----------------------------------- | ------------------------------ | ------- | ------ | ----- | --------- |
| Carlos González Yaksic              | Concertación por la Democracia | PS      | 16 161 | 30,27 | Alcalde   |
| Héctor Alfonso Cárcamo Díaz         | Concertación por la Democracia | PPD     | 6507   | 12,19 | Concejal  |
| René Bobadilla López                | Concertación por la Democracia | PDC     | 4078   | 7,64  | Concejal  |
| José Saldivia Díaz                  | Concertación por la Democracia | PDC     | 3420   | 6,41  | Concejal  |
| Blanca M. Angélica Contreras Gamboa | Participación y Progreso       | RN      | 3119   | 5,84  | Concejal  |
| Oscar Bravo Hidalgo                 | Participación y Progreso       | UDI     | 2645   | 4,95  | Concejal  |
| Emilio José Jiménez Yutronich       | Concertación por la Democracia | PS      | 1539   | 2,88  | Concejal  |
| Luis Godoy Gómez                    | Concertación por la Democracia | PPD     | 1457   | 2,73  | Concejal  |